# 青年海外協力隊
青年海外協力隊（せいねんかいがいきょうりょくたい、英: Japan Overseas Cooperation Volunteers, JOCV）とは、日本国政府が行う政府開発援助 (ODA) の一環として、外務省所管の独立行政法人国際協力機構 (JICA) が実施する海外ボランティア派遣制度である。募集分野には農林水産、人的資源、保険・医療などがあり、さらに120以上もの職種に分かれている。2019年9月末現在までに92ヶ国、計45,294名の隊員が派遣されている。

## 沿革
1954年の日本のコロンボ・プランへの参加を経て、1957年に構想がスタート。1961年のアメリカ合衆国による海外ボランティア平和部隊創設、同年の日本平和部隊構想といった流れを経て、1965年に発足した。最初の派遣国は東南アジアのラオス。当初は海外技術協力事業団（1971年に国際協力事業団、後の国際協力機構に統合）により実施されていた。
関連事業として、1990年にはより高い年齢層を対象としたシニア協力専門家（後にシニア海外協力隊に改称）が、1996年には中南米の日系人社会をターゲットとした日系社会青年ボランティア・日系社会シニア・ボランティア（後に日系社会青年海外協力隊・日系社会シニア海外協力隊に改称）が開始されている。2000年には派遣隊員数が2万人を突破、2018年6月末現在まででは、派遣国が計91ヶ国、派遣隊員数は延べ43,864名となっている。2013年には熊本県から初の親子で同じ国に派遣される隊員が誕生し、親子や兄弟で協力隊経験者という例もある。
2016年には、アジアのノーベル賞とも呼ばれるラモン・マグサイサイ賞を受賞している。

## 活動内容
派遣国からの要請に基づき活動を行う。アフリカでの井戸掘りといったイメージを持たれることが多いが、実際の活動内容は派遣国・職種により大きく異なる 。例えば、コミュニティ開発であれば地方の村落を回っての生活改善や産業育成の支援、教師やPCインストラクターなら指導法の教育や実際の授業、家畜飼育であれば農家への飼育方法の教授、といったことを行う。
活動目的としては下記の3点が掲げられている。
1. 開発途上国の経済・社会の発展、復興への寄与
2. 友好親善・相互理解の深化
3. 国際的視野の涵養とボランティア経験の社会還元

### 派遣国
2013年7月末現在の派遣国は71ヶ国、これまでの累計では計88ヶ国となる。高中所得国であるメキシコから、最貧国の一つであるバングラデシュまで、派遣国は多岐に渡る。地域別ではアジア・アフリカがそれぞれ派遣者総数の約3割を占め、ついで中南米が2割、中東・オセアニアが各1割弱である。ヨーロッパ（旧東側諸国やトルコ）への派遣も行っていたが、全体に占める割合は僅かである。国別では、マラウイが計1,599人で最も多く、次いでフィリピン、ケニア、タンザニアと続いている。
また、同じ国であっても開発が遅れた地方の農村や都会のスラムから、逆に発展した首都の官公庁や大学まで、派遣先は隊員ごとに大きく異なる。
|          | アジア         | アジア   | 中東       | 中東    | アフリカ   | アフリカ | 中南米         | 中南米  | オセアニア         | オセアニア | ヨーロッパ | ヨーロッパ |
| 国       | 人数           | 国       | 人数       | 国      | 人数       | 国       | 人数           | 国      | 人数               | 国         | 人数       |            |
| -------- | -------------- | -------- | ---------- | ------- | ---------- | -------- | -------------- | ------- | ------------------ | ---------- | ---------- | ---------- |
| 1位      | フィリピン     | 1,526人  | モロッコ   | 927人   | マラウイ   | 1,599人  | ホンジュラス   | 1,140人 | パプアニューギニア | 592人      | ブルガリア | 250人      |
| 2位      | マレーシア     | 1,275人  | シリア     | 565人   | ケニア     | 1,510人  | パラグアイ     | 1,069人 | フィジー           | 493人      | ハンガリー | 135人      |
| 3位      | バングラデシュ | 1,168人  | ヨルダン   | 499人   | タンザニア | 1,453人  | ボリビア       | 850人   | サモア             | 473人      | ルーマニア | 116人      |
| 4位      | ネパール       | 1,093人  | チュニジア | 349人   | ザンビア   | 1,290人  | グアテマラ     | 592人   | トンガ             | 393人      | ポーランド | 103人      |
| 5位      | スリランカ     | 868人    | エジプト   | 220人   | ガーナ     | 1,183人  | ドミニカ共和国 | 563人   | ソロモン諸島       | 344人      | トルコ     | 2人        |
| 地域全体 | 19ヶ国         | 11,156人 | 6ヶ国      | 2,628人 | 26ヶ国     | 12,404人 | 22ヶ国         | 8,244人 | 10ヶ国             | 3,262人    | 5ヶ国      | 606人      |

### 職種
大きく8つの分野に分けられる。2013年7月末現在では、人的資源分野が派遣者数全体の半分を占めており、過去の累計でも4割に達する。ついで計画・行政、保険・医療がそれぞれ2割弱を占める。かつては農林水産や鉱工業といった分野の割合も大きかったが、現在では1割以下に低下している。各分野の中では、コミュニティ開発が計2,595人で最も多く、次いで理数科教師、日本語教育、看護師と続いている。日本語教育やコミュニティ開発は特別なスキルを持たない参加者の受け皿となっている。
なお、以下の表も含め、本項目における名称・分類はJICAのものに従っている。
|            | 職種             | 人数           | 職種           | 人数     | 職種               | 人数       | 職種               | 人数     |
| 計画・行政 | 計画・行政       | 公共・公益事業 | 公共・公益事業 | 農林水産 | 農林水産           | 鉱工業     | 鉱工業             |          |
| ---------- | ---------------- | -------------- | -------------- | -------- | ------------------ | ---------- | ------------------ | -------- |
| 1位        | コミュニティ開発 | 2,595人        | 電気通信       | 558人    | 野菜栽培           | 1,379人    | 自動車整備         | 1,316人  |
| 2位        | コンピュータ技術 | 1,380人        | 建築           | 555人    | 稲作栽培           | 681人      | 電気・電子機器     | 758人    |
| 3位        | 統計             | 74人           | 土木           | 519人    | 家畜飼育           | 652人      | 工作機械           | 234人    |
| 4位        | 行政サービス     | 36人           | 測量           | 384人    | 家畜衛生           | 404人      | 陶磁器             | 222人    |
| 分野全体   | 4,106人          | 4,106人        | 2,652人        | 2,652人  | 5,481人            | 5,481人    | 3,843人            | 3,843人  |
|            | 商業・観光       | 商業・観光     | 人的資源       | 人的資源 | 保険・医療         | 保険・医療 | 社会福祉           | 社会福祉 |
| 1位        | 経済・市場調査   | 162人          | 理数科教師     | 2,584人  | 看護師             | 1,587人    | 養護               | 575人    |
| 2位        | 観光             | 135人          | 日本語教育     | 1,807人  | 感染症・エイズ対策 | 576人      | ソーシャルワーカー | 164人    |
| 3位        | 品質管理         | 34人           | 小学校教育     | 1,288人  | 助産師             | 506人      | 労働安全衛生       | 117人    |
| 4位        | 経営管理         | 4人            | 青少年活動     | 1,063人  | 保健師             | 452人      | 福祉用具           | 22人     |
| 分野全体   | 337人            | 337人          | 14,855人       | 14,855人 | 5,173人            | 5,173人    | 880人              | 880人    |

## 採用試験
応募資格は、日本国籍を持つ20歳以上の心身ともに健康な者。募集時期は4月の春募集と10月の秋募集の年2回。現地の治安状況や職種によって、男性限定の募集や女性限定の募集が存在する 。元々は20~39歳の年齢制限があり、40歳以上はシニア海外ボランティアという区分であったが、2018年に制限が廃止され、69歳まで応募可能となっている（ただし、46歳以上は海外協力隊と呼称される）。
応募者数は1994年度の年間1万1832人をピークに以後減少傾向にあり、特に2011年春募集では、東日本大震災の影響やジャスミン革命を始めとする国際情勢の悪化、また前年の事業仕分けによる手当て削減により、半期としては過去最低の1351人となった。職種別では、コミュニティ開発と青少年活動の応募者数が多く、2013年春募集ではどちらも全体の1割以上を占める一方、農林水産や鉱工業といった専門性が高い分野では定員割れや応募者なしも発生している。
一次試験
全て書類審査。ただし一部の職種（日本語教師）については、Web試験が存在する。
- 技術審査
- 語学力審査
- 健康診断

二次試験
東京または地方数箇所で実施。
- 面接 - 職種によって実技試験や作品の提出がある。
- 健康診断 - 必要な場合のみ。

技術的に合格基準を満たした者でも不採用となる場合がある。これは、各国からの要請内容と候補者の希望や履歴等を比較する「マッチング」に際し、要請国の文化や要請内容等に合わないと判断されたためである。そのため、不合格となった場合でも再度の受験により合格にいたるケースも多くある。また、技術レベルの高いものが不合格となったり、低い人が合格となったりする場合もある。また健康診断について、判定基準は厳しいものとなっている。日本では健康でも、開発途上国の環境下では問題となる場合があるためである。開発途上国により医療水準も異なり、派遣国により健康診断派遣基準は異なるものと思われる。
二次試験の選考結果には「合格」｢不合格｣の他に「登録」がある。前述の“マッチングに漏れて不採用となった者”の一部は「登録」となる。登録者は、合格者の辞退などにより欠員が生じた場合や開発途上国から募集期間外に要請が寄せられた場合などに、合格に繰り上がることがある。また、次回受験時に一次選考が免除となる場合もある。

## 待遇

### 派遣前訓練
試験に合格すると福島県二本松市の「二本松訓練所」と長野県駒ヶ根市の「駒ヶ根訓練所」で、70日間の訓練に入る。訓練所は派遣国によって分かれる。
基本的な訓練内容
- 朝の集会において、ラジオ体操と各国の国旗掲揚（日替り）
- 午前中は語学訓練（午後にも語学訓練が実施される場合あり）
- 午後は主に任国事情・異文化理解・健康管理・緊急時の対応等の講義
- 週に一回、予防接種の時間がある。待機中は各自で語学の自習（派遣国によって受けるべき予防接種の種類や数が若干違うが、狂犬病・破傷風・肝炎など）

訓練中の食費、宿泊費等はかからない。研修資金として月4万円が支給される。訓練中の外出は月〜土曜日の夕方と日曜日が可能となっているが外泊は土〜日曜日以外には認められない。
派遣は19年度より、1次隊（6月末ごろ派遣）、2次隊（9月末ごろ派遣）、3次隊（12月末か1月初旬ごろ派遣）4次隊（3月末ごろ派遣）に分かれている。
2007年度より4次隊がある。
（語学などの最終試験に不合格となった場合は派遣延期という事で次の隊次に合流し、再度訓練を受けることが可能。但しこの場合の食費や宿泊費は自己負担となる。）

### 派遣期間中
原則として派遣期間は2年間で、任期延長可能なのは1年間（延長については、受入先、現地を管轄するJICA事務所、隊員本人の同意が必須）。生活費、医療費、渡航費などは支給される。支給される生活費は派遣国の物価などを考慮された必要最低限の金額であり、状況によって異なるが、現地社会と同等の生活レベルが求められる。家族等の同伴はできないため、単身赴任となる。また派遣期間中は別途、国内積立金が支給される（2年間で140万円、2009年の事業仕分け以前は250万円）。

### 任期終了後
休職参加・休学参加の場合、帰国後すぐに元の職場・大学等に戻ることになる。新卒・退職参加の場合、国際協力キャリア情報サイトPARTNERなどを通して、活動中に得た知識やスキルを活かすことができる就職先を見つけることができる。2014年、経験者を採用したいという求人が増え、この5年で8倍になり、毎年1200人前後が帰国するが、2013年度の求人は2506人で、2倍以上の求人倍率になった。帰国隊員向けの研修や進路相談などがJICAによって実施されている。また教員や自治体採用試験などでは、協力隊経験者の特別選考枠などを設けている場合もある。進学に関しても、様々な大学院で特別受験枠が設けられている。

会社を辞めて青年海外協力隊に参加した者は、協力隊として活動する2年間で価値観が変わり、日本のサラリーマン社会に適応できなくなるなど、帰国後に再就職が困難であると言われることがある。大企業で安定した地位につくという日本的な社会的成功の尺度から考えると、協力隊経験はあまりプラスにはならないかもしれないが、協力隊経験を通してそういった固定的な価値観から解放され、社会的な評価を気にせずに自分が満足する生き方を選択する場合も多い。他方で、協力隊に参加後に、NGOで専任スタッフとして活動したり、大学院に進学して研究者となる者も増えている。

## 関連ボランティア
JICA海外協力隊には青年海外協力隊のほか、中南米の日系人社会を対象とした日系社会青年海外協力隊、経験・技能等が必要なシニア案件を対象としたシニア海外協力隊・日系社会シニア海外協力隊がある。また、派遣期間を一年未満とする短期派遣も実施されている。短期も青年海外協力隊・シニア海外協力隊の区分があり、それぞれがボランティア経験のある者と経験の無い者を対象にした要請に分けられている。処遇等はそれぞれ青年海外協力隊・シニア海外ボランティアに準じており、異なるのは訓練期間が短いということと、語学はそのレベルを証明する書類が必要（例：英語の場合はTOEIC,TOEFLの点数、英検、国連英検など）となる。また応募期間は年6回設けられており、その要請数は少ない。
また、JICA海外協力隊経験者は、国連ボランティア（国際連合ボランティア計画）選考の際、特別枠があるため若干有利となる。

## 青年海外協力協会
公益社団法人青年海外協力協会 (Japan Overseas Cooperative Association, JOCA) は、青年海外協力隊のOB・OGが中心となり組織されている公益社団法人。1969年設立の日本青年海外協力隊OB会が中核となり、1983年に社団法人として設立された（2012年に公益社団法人に移行）。
国際協力活動や関連施設の運営を行っている。

## 派遣に関する問題点
2009年に、JOCAがアフリカ8か国の協力隊事業を対象に行った調査研究では、以下のような問題点が指摘されている。
- 現地のニーズにあった人材確保の難しさ
- 派遣要請と活動実態とのギャップ
- ボランティアの語学力の不足

なかでも、派遣国からの要請と活動の乖離は、繰り返し問題点として指摘されている。想定していたものと違う活動を依頼されることは少なくなく、酷いケースでは「仕事がない」「カウンターパートがいない」「そもそも配属先がない」といった深刻な事態も報告されている。
これらの原因としては、要請から派遣までに1年以上ものタイムラグがあることに加え、JICA現地事務所側が、安易にボランティアの自主性を強調していることも指摘されている。また政治的な理由から、実際には必要のない要請が挙げられるケースも指摘されている。
また、技術をもったボランティアが「単なるマンパワー」とみられたり、逆にボランティアがモノを援助をしてもらうためのパイプ役として扱われるなど、協力隊の活動内容が、現地に理解されていないケースも散見される。

## 関連作品

### イメージソング
- 若い力の歌（作詞：山田哲、補作詞：藤田まさと、作曲：古関裕而、歌：藤山一郎）
- 地球色の日焼け（作詞：松葉功、補作詞：武田鉄矢、作曲：澤田彩、歌：武田鉄矢）
- ずっと忘れない（作詞・作曲：金城綾乃、歌：kiroro）
- ひとりひとつ（作詞・作曲：真戸原直人、歌：16 voices（アンダーグラフ、遠藤久美子、乙武洋匡、カズン、川嶋あい、北澤豪、倉木麻衣、庄野真代、染谷西郷（FUNKIST）、高橋尚子、武田鉄矢、宮沢和史、わたなべだいすけ（D.W.ニコルズ）、アレクサンドラ・ブンスアイ、chihiRo（JiLL-Decoy association）、D-51）[20]）

### 映像
- アサンテ サーナ - 青年海外協力隊の活動を描いた映画。
- 白線流し 〜旅立ちの詩 - 青年海外協力隊の派遣前訓練を描いたテレビドラマ。
- クロスロード - Crossroads  - 青年海外協力隊創設50周年記念映画シナリオコンテスト大賞作品。2015年11月公開。主演はEXILEの黒木啓司。

## 主な元隊員
- 青山潤 - 生態学者、東京大学教授
- 井口峰幸 - 陶芸家・創土会代表・千葉県指定伝統的工芸品 大多喜焼 窯元
- 石橋慶子 - ライター
- おーくん・あきら(本名・大久保 晃）大学教員、デザイナー、NPO法人OKUNファンデーション・日本障害者芸術支援協会理事長
- 金子洋三 - 福祉活動家、社団法人青年海外協力協会（JOCA）会長、元青年海外協力隊事務局長
- 小沼大地 - 社会起業家、NPO法人クロスフィールズ代表理事
- 小沼廣幸 - 国際連合食糧農業機関事務局長補兼アジア太平洋局長、アジア工科大学院学長上級顧問
- 澤村信英 - 教育社会学者、大阪大学教授
- 関根久雄 - 文化人類学者、筑波大学教授
- 高柳恭子 - フリーアナウンサー
- 谷甲州 - 作家、小説家
- 不破央 - パフォーマー、元競泳選手
- 湊かなえ - 作家、小説家
- 山田耕平 - 歌手
- ジャングル叫女 - プロレスラー

## 関連文献
- 「青年海外協力隊の虚像―天下りの温床」石橋慶子著（1997年、健友館、ISBN 4773703822）
- 「青年海外協力隊(ボランティア)の正体」吉岡逸夫著（1998年、三省堂、ISBN 438535829X）